# Филби, Ким
Ким Филби (англ. Kim Philby, полное имя Гарольд Адриан Рассел Филби, англ. Harold Adrian Russell Philby, в СССР жил под именем Андрей Фёдорович Мартинс; 1 января 1912, Амбала, Британская Индия — 11 мая 1988, Москва) — один из руководителей британской разведки, коммунист, агент советской разведки с 1933 года. Сын британского арабиста Сент-Джона Филби. Член Кембриджской пятёрки.

## Биография
Родился в Индии, в семье британского чиновника при правительстве раджи. Его отец Сент-Джон Филби долгое время работал в британской колониальной администрации в Индии, затем занимался востоковедением, был известным арабистом: «Будучи оригинальным человеком, он принял мусульманское вероисповедание, взял саудовскую девушку из числа рабынь в качестве второй жены, подолгу жил среди бедуинских племён, был советником короля Ибн-Сауда». Филби был продолжателем одного из старинных родов Англии — в конце XIX века дед Кима по отцу, Монти Филби, владел кофейной плантацией на Цейлоне, а его супруга Квинти Дункан, бабушка Кима по отцу, происходила из известной в Англии семьи потомственных военных, одним из представителей которой был фельдмаршал Монтгомери. Прозвище Ким дали ему родители в честь героя одноимённого романа Редьярда Киплинга. Воспитывался бабушкой в Англии. Окончил с отличием Вестминстерскую школу. В 1929 году поступил в Тринити-колледж Кембриджского университета, где состоял членом социалистического общества. В 1933 году, с целью антифашистской борьбы, по линии Комитета помощи беженцам от фашизма, действовавшего в Париже, приезжает в Вену, столицу Австрии, где участвует в работе венской организации МОПР. Предвидя скорый захват власти в Австрии фашистами, возвращается в Англию вместе с активисткой австрийской компартии Литци Фридман, на которой женится в апреле 1934 года. В начале июня 1934 года был завербован советским разведчиком-нелегалом Арнольдом Дейчем (по информации на сайте СВР, вербовка произошла в 1933 году).
Затем работал в «Таймс», был спецкором этой газеты во время гражданской войны в Испании, одновременно выполняя задания советской разведки. Последний раз выезжал в Испанию в мае 1937 года, в начале августа 1939 года вернулся в Лондон.
Благодаря случаю и помощи Гая Бёрджесса в 1940 году поступает на службу в Секретную разведывательную службу Великобритании (МИ-6) и уже через год занимает там пост заместителя начальника контрразведки. В 1944 году становится руководителем 9-го отдела МИ-6, занимавшегося советской и коммунистической деятельностью в Великобритании. Только за время Великой Отечественной войны передал в Москву 914 документов. Указывают, что именно благодаря Филби советской разведке удалось минимизировать потери, нанесённые предательством Элизабет Бентли в 1945 году: «Спустя день или два после того, как она дала показания ФБР, Ким Филби отправил в Москву донесения с полным перечнем всех, кого она сдала». С 1947 по 1949 год возглавляет резидентуру в Стамбуле, с 1949 по 1951 год — миссию связи в Вашингтоне, где устанавливает контакты с руководителями ЦРУ и ФБР и координирует совместные действия США и Великобритании по борьбе с коммунистической угрозой.
В 1951 году засвечены первые два участника «Кембриджской пятёрки»: Доналд Маклейн и Гай Бёрджесс. Филби предупреждает их об опасности, но и сам попадает под подозрение: в ноябре 1952 года его допрашивает британская контрразведка МИ-5, однако из-за недостатка улик отпускает. Филби пребывает в подвешенном состоянии до 1955 года, когда он уходит в отставку.
Однако уже в 1956 году его вновь принимают на секретную службу Её Величества в качестве агента МИ-6. Под прикрытием корреспондента газеты «Обсервер» и журнала «Экономист» он отправляется в Бейрут.
23 января 1963 года Филби нелегально переправляют в СССР, где до конца жизни он жил в Москве, в квартире в Трёхпрудном переулке, дом 6, на персональную пенсию, под фамилиями «Фёдоров» и «Мартинс». Изредка привлекался советскими дипломатами и руководителями спецслужб для консультаций. Женился на сотруднице ЦЭМИ РАН Руфине Ивановне Пуховой (1932—2021).
В западной прессе появлялись статьи о том, что в СССР Ким Филби злоупотреблял алкоголем. Однако в документальном фильме «Ким Филби. Тайная война» его жена Руфина Пухова и английский писатель и публицист Филипп Найтли, интервьюировавший Филби в его московской квартире, отрицали этот факт. Руфина Пухова отмечала, что они вместе с мужем провели медовый месяц в Сибири, а впоследствии смогли даже посетить Кубу.
Незадолго до смерти, в 1988 году Филби в своей московской квартире дал интервью посетившему его с разрешения КГБ английскому писателю и публицисту Филиппу Найтли. Интервью было опубликовано в лондонской газете «The Sunday Times» весной 1988 года, а затем вошло в книгу The Master Spy: The Story of Kim Philby (1989). По впечатлениям Найтли, перебежчик жил в квартире, которую он назвал одной из лучших в Москве. Ранее она принадлежала некоему высокому чиновнику из МИД СССР. Когда дипломат переехал в новый дом, КГБ сразу порекомендовал освободившееся жилище Филби. «Я сразу ухватился за эту квартиру, — поведал разведчик в своём последнем интервью. — Хоть она и расположена в центре Москвы, но здесь так тихо, будто ты за городом. Окна смотрят на восток, на запад и юго-запад, так что я целый день ловлю солнце».
Отмечается, что квартира Филби, исходя из возможности его похищения британскими спецслужбами, была наилучшим образом расположена и с точки зрения безопасности: проезд к дому затруднён, сам подъезд и подступы к нему легко просматривались и контролировались. В адресных книгах и списках московских абонентов номер телефона Филби не указывался, корреспонденция поступала к нему через абонентский ящик на Главпочтамте.
Филипп Найтли рассказывал о последнем жилище Филби: «Из большой прихожей коридор ведёт в супружескую спальню, спальню для гостей, туалетную комнату, ванную, кухню и большую гостиную шириной почти во всю квартиру. Из гостиной виден просторный кабинет. В кабинете стоит письменный стол, секретер, пара стульев и огромный холодильник. Турецкий ковёр и шерстяной палас покрывают пол. На книжных полках, занимающих три стены, размещена библиотека Филби, насчитывающая 12 тысяч томов».
Ким Филби умер 11 мая 1988 года. Похоронен на новом Кунцевском кладбище.

## Награды

### Советские
- Орден Ленина
- орден Красного Знамени
- орден Отечественной войны I степени
- орден Дружбы народов
- знак «Почётный сотрудник госбезопасности»[15].

### Британские
- Орден Британской империи степени офицера (1 января 1946) — «как работающему в министерстве иностранных дел»[16]. Награждение аннулировано указом королевы от 10 августа 1965 года, а имя Филби удалено из регистра награждённых[17].

### Прочие
- Крест ордена Военных заслуг красного дивизиона (2 марта 1938)[18][19][20]. Вручён лично генералиссимусом Франсиско Франко[18][19].

## Память
- 20 ноября 1990 года почтовое ведомство СССР выпустило в обращение серию из пяти почтовых марок работы художника Б. Илюхина, посвящённых советским разведчикам (С. А. Ваупшасов, Р. И. Абель, К. Филби, И. Д. Кудря и К. Т. Молодый)[21]
- В 2018 году в честь Кима Филби была названа площадь на юго-западе Москвы.
- Д/ф. «Ким Филби. Тайная война» (Первый канал, 2017).
- Д/с. «Легенды разведки». Ким Филби («Звезда», 2019)

## Личная жизнь
Первая жена — Лици Фридман (нем. Litzy Friedmann, 1910–1991), урождённая Алиса Кольман (нем. Alice Kohlmann). Были женаты с 24.02.1934, через несколько лет после переезда из Вены в Лондон стали жить раздельно, но развелись лишь в 1946 году, 17 сентября.
Вторая жена — Эйлин Арманда Фёрс (англ. Aileen Armanda Furse, 1910 или 1911 — декабрь 1957), сотрудница одного из магазинов «Маркс и Спенсер», с которой Филби познакомился в день начала Второй мировой войны, 1 сентября 1939 года. Поженились 25 сентября 1946. Эйлин — мать всех детей Кима Филби:
1. Джозефина (Josephine, 1941).
2. Джон Дейвид (John David, 07.11.1943 — 14.08.2009). Был трижды женат, дочь — журналистка Шарлотта Филби.[24][25] Приезжал в Москву на похороны отца в 1988 году.
3. Дадли Томас (Dudley Thomas, 1944), известный также как Томми.
4. Миранда (Miranda, 1946).
5. Гарри Джордж (Harry George, 1950).

Третья жена — гражданка США Элинор Брюер (англ. Eleanor Brewer), урождённая Элинор Кэролин Кёрнс (англ. Eleanor Carolyn Kearns, 1914 или 1913—1968). Первый брак с корреспондентом «Нью-Йорк таймс» Сэмом Попом Брюером. В браке с Филби с 1958 года по 1965 год. Некоторое время жила с Филби в Москве, после развода жила в Ирландии, затем в Тунисе. Скончалась в Мендосино, Калифорния. Элинор — автор мемуаров о Киме Филби «Шпион, которого я любила» (The Spy I Loved; издание в США под названием Kim Philby: The Spy I Married).
Четвёртая жена — Руфина Ивановна Пухова (1 сентября 1932, Москва — 17 мая 2021, Москва).

## Киновоплощения
- «Kim Philby war der dritte Mann» (ФРГ, 1969) В роли Филби — Арно Ассман / Arno Assmann
- «Philby, Burgess and Maclean» (Англия, 1977). В роли Энтони Бат / Anthony Bate
- «Бегства» / Escape (Англия, сериал, 1980). В роли Ричард Паско / Richard Pasco
- «Четвертый протокол» / The Fourth Protocol (Англия, 1987). В роли Майкл Билтон / Michael Bilton.
- «Шпионы из Кембриджа» / «Cambridge Spies» (Англия, сериал, 2003). В роли Тоби Стивенс.
- «Контора» / «The Company» (США, сериал, 2007). В роли Том Холландер.
- «Alien Connection» (США, 2011). В роли Эллиот Пассантино / Elliot Passantino.
- «The Spymaster» (США, 2013). В роли Роб МакГилливрей / Rob McGillivray
- «Kim Philby: His Most Intimate Betrayal» (Англия, 2014). В роли Дэвид Оукс.
- «Лагерь Икс» / Camp X (Канада, 2014). В роли Дэвид Страус / David Straus.
- «Охота на дьявола» (Россия, 2017). В роли Артём Ткаченко.
- «Шпион среди друзей» / «A Spy Among Friends» (Великобритания, сериал, 2022). В роли Гай Пирс.